# Joos (Gave d’Oloron)
Der Joos ist ein Fluss in Frankreich, der im Département Pyrénées-Atlantiques in der Region Nouvelle-Aquitaine verläuft. Er entspringt im Gemeindegebiet von Montory, entwässert generell Richtung Nordost und mündet nach rund 36 Kilometern im Gemeindegebiet von Préchacq-Josbaig als linker Nebenfluss in den Gave d’Oloron.

## Orte am Fluss
(Reihenfolge in Fließrichtung)
- Barcus
- Géronce
- Saint-Goin
- Geüs-d’Oloron
- Préchacq-Josbaig